# Elephantomyia tarsalba
Elephantomyia tarsalba är en tvåvingeart som beskrevs av Alexander 1929. Elephantomyia tarsalba ingår i släktet Elephantomyia och familjen småharkrankar. Inga underarter finns listade i Catalogue of Life.